# Pierre Marie de Saint-Georges
Pour les articles homonymes, voir Marie et Pierre Marie.

Pierre Alexandre Thomas Amable Marie de Saint-Georges dit Marie, né à Auxerre (Yonne) le 15 février 1797 et mort à Paris le 28 avril 1870, est un avocat et homme politique français, membre du gouvernement provisoire de 1848.

## L'avocat et député oppositionnel
Inscrit au barreau de Paris en 1819, il prend part aux luttes du parti libéral sous la Restauration. Songeant un temps à l'enseignement du droit, il se consacre à la profession d'avocat et devient célèbre par ses plaidoiries dans les procès politiques. Défenseur des accusés de juin 1832, il plaide, l'année suivante, pour le député Étienne Cabet, poursuivi à cause de son livre sur la Révolution de 1830, et mérite par son talent les encouragements de Dupont de l'Eure. Il assiste aussi le dénommé Pépin de l’affaire Fieschi. Il est considéré comme une des notabilités de l'opposition dynastique lorsqu'il est élu député de Paris le 9 juillet 1842 (par 719 voix sur 1.138 votants contre 349 à Adolphe Blanqui et 85 à Monsieur Griolet). Parlant peu, il manifeste son opposition par ses votes plus que par ses discours et garde ses forces pour le palais. Réélu le 1er août 1846 (par 547 voix sur 914 votants, contre 354 à Blanqui), il continue de s'associer aux opinions de la gauche, combat les doctrinaires et déclare illégale, lors de la séance du 24 février 1848, monte le premier à la tribune et propose lui-même la nomination d'un gouvernement provisoire, motion qui fut reproduite par Lamartine et Ledru-Rollin, et acclamée. Il prit part à la campagne des banquets et prononça au banquet d'Orléans un toast à l'amélioration du sort des travailleurs.

## Le ministre de la Deuxième République
Membre de la majorité modérée, il est placé sur la liste dressée à la Chambre, s'installe avec ses collègues à l'Hôtel de ville et reçoit le portefeuille des Travaux publics. Il organise les ateliers nationaux, moins peut-être pour soulager la misère des ouvriers sans travail que pour faire échec au socialisme et à Louis Blanc, pour « élever autel contre autel », comme il l'a dit lui-même, enfin pour contrebalancer « les ouvriers sectaires du Luxembourg et les ouvriers séditieux des clubs », comme le dit Lamartine.
Elu le 23 avril 1848 représentant de la Seine à l'Assemblée nationale (le 6e sur 34, par 225.776 voix sur 267.888 votants), en même temps que de l'Yonne (le 1er sur 9, par 85.947 voix), il prend place dans la majorité. Marie est désigné par suffrages pour faire partie de la Commission exécutive. En tant que ministre du Travail, il reçoit au Luxembourg, au début des terribles événements de Juin, une délégation des ouvriers, conduite par Pujol, mécontents de la décision du gouvernement d’envoyer une partie des ouvriers des Ateliers nationaux en Sologne y creuser le canal de la Sauldre. Marie exagère la fermeté, s'emporte en paroles véhémentes et intransigeantes et menace ses interlocuteurs que s’ils n’obéissent pas au gouvernement, on saurait les y contraindre. Ces paroles contribuèrent à pousser les travailleurs au désespoir et à la révolte [non neutre].
Il tombe avec la commission exécutive, est appelé au ministère de la justice par Cavaignac. Il présente la loi contre la presse, du 11 août 1848, et obtient de l'Assemblée l'autorisation de poursuites contre Louis Blanc et Marc Caussidière. Il est pendant quelques semaines ministre de l’Instruction publique et des Cultes. Jusqu'à l'élection présidentielle des 10 et 11 décembre 1848, il s'associe à toutes les mesures de réaction et vote avec la droite. Après le 10 décembre, il rentre dans les rangs de la gauche modérée et combat la politique du président Louis-Napoléon Bonaparte. 
Non réélu à la Législative en mai 1849, il reprend sa place au barreau et ne rentre dans la vie politique qu'en 1863, époque où il est élu député de Marseille, par suite d'une coalition avec les meneurs légitimistes. De 1863 à 1869, il fait partie de la gauche au Corps législatif, mais ne prend que très rarement part aux discussions. Les électeurs de Marseille ne lui renouvent pas son mandat en 1869. D'une santé fortement ébranlée, mais entouré d'égards par la magistrature, Marie plaide pour ainsi dire jusqu'à son dernier jour. Honoré de tous ses confrères, il venait, lorsqu'il mourut, de recevoir d'eux, comme Berryer, un témoignage de sympathie par la célébration de ses cinquante ans de palais.

## Famille
Membre de la famille Marie, il est le fils d'Amable Thomas Marie de Saint-Georges († 1800) et de Annie Monnot, fille de Jean Germain (1699-), marchand commissionnaire en vins à Auxerre, Gouverneur du fait commun. Son père est chanoine de la cathédrale d'Auxerre à 24 ans à peine, mais la suppression du chapitre en 1790 et la mort de son frère aîné sur l'échafaud révolutionnaire le poussent à quitter les ordres. Il vécut obscur et sans fortune et accepta la modeste fonction d'archiviste de l'Yonne.